# ХК Амур
ХК Амур је руски хокејашки клуб из града Хабаровска. Клуб је основан 1966. године као ХК СКА Хабаровск. Од сезоне 2008/09 клуб се такмичи у КХЛ лиги. Службени дресови клуба су плаве и беле боје.

## Историјат клуба
Хокејашки клуб Амур Хабаровск је основан 1966. године као ХК СКА, а од 1996/98 носио је име СКА Амур Хабаровск. Садашње име носи од 1998. године.
Клуб никада није остваривао неке значајније резултате. У сезони 1989/90 успели су да освоје прво место у Совјетској Дивизији 3 и тако се пласирају у виши ранг такмичења., а 1996. су успели да се пласирају у Суперлигу Русије. Због финансијских потешкоћа у које је упао њихов главни спонзор „ОАО Амурметал“ 2004. су испали у нижи ранг такмичења, али су већ наредне сезоне успели да изборе повратак у елитни ранг руског хокеја.
ХК Амур је био један од 24 клуба оснивача КХЛ лиге 2008. године. Прву утакмицу у КХЛ лиги одиграли су на домаћем терену 2. септембра 2008. против Динама из Риге и изгубили са 4:2. Прву сезону у КХЛ лиги Амур је завршио на 20. месту. Сличан резултат остварили су и у сезони 2009/10 када су били 21. на крају регуларног дела сезоне.
Клуб наступа у спортској дворани Платинум Арена капацитета 7.100 места и на свакој утакмици дворана је готово увек пуна (упркос доста лошим резултатима тима). По броју гледалаца ХК Амур је на 4. месту у КХЛ лиги.
Актуелни тренер је Финац Хану Јортика (од 21. априла 2011.), иначе бивши селектор јуниорске репрезентације Финске и клуба Јокерит из Хелсинкија. Циљ клуба у новој сезони је изборити доигравање у КХЛ лиги.

## Актуелни састав тима
Према службеном сајту клуба, 6. септембра 2011. клуб је имао следећи састав:
| Голмани  |              |                        |             |
| Број     | Националност | Име                    | Годиште     |
| 1        | Словачка     | Јан Лашак              | 10.04.1979. |
| 30       | Русија       | Алексеј Муригин        | 16.11.1986. |
| Одбрана  |              |                        |             |
| Број     | Националност | Име                    | Годиште     |
| 2        | Русија       | Денис Ежов             | 28.02.1985. |
| 5        | Русија       | Виталиј Шулаков        | 09.05.1983. |
| 7        | Финска       | Мико Мјаенпјаја        | 19.04.1983. |
| 8        | Русија       | Андреј Мухачов         | 21.07.1980. |
| 9        | Русија       | Андреј Кручинин        | 18.05.1978. |
| 49       | Русија       | Сергеј Дорофејев       | 26.08.1986. |
| 55       | Русија       | Сергеј Перетјагин      | 19.04.1984. |
| 57       | Русија       | Александр Осипов       | 24.03.1989. |
| 77       | Русија       | Иљшат Билалов          | 15.01.1985. |
| Нападачи |              |                        |             |
| Број     | Националност | Име                    | Годиште     |
| 10       | Русија       | радик Закијев          | 23.12.1986. |
| 12       | Русија       | Александр Никулин      | 25.08.1985. |
| 13       | Русија       | Михаил Глухов          | 13.05.1988. |
| 14       | Русија       | Дмитриј Тарасов        | 13.02.1979. |
| 16       | Белорусија   | Андреј Степанов        | 14.04.1986. |
| 20       | Чешка        | Петар Врана            | 25.03.1985. |
| 23       | Казахстан    | Виктор Александров     | 28.12.1985. |
| 25       | Русија       | Алексеј Копејкин (А)   | 29.08.1983. |
| 27       | Русија       | Константин Макаров     | 17.09.1985. |
| 61       | Русија       | Сергеј Плотников       | 03.06.1990. |
| 72       | Чешка        | Мартин Ружичка         | 15.12.1985. |
| 80       | Русија       | Александр Крисанов (К) | 02.01.1981. |
| 85       | Русија       | Игор Игнатушкин        | 07.04.1984. |
| 88       | Чешка        | Јакуб Петружалек       | 24.04.1985. |

## Статистика у КХЛ лиги по сезонама
Статистика клуба у КХЛ лиги према службеном сајту клуба, закључно са 26. августом 2011. године.
| Сезона    | Ут | БП | ПП | ПнП | ИнП | ИП | БИ | БГ      | ГР  | ББ | ПД | ПК | Плеј оф          | ПШ |
| --------- | -- | -- | -- | --- | --- | -- | -- | ------- | --- | -- | -- | -- | ---------------- | -- |
| 2008-2009 | 56 | 15 | 2  | 2   | 1   | 6  | 30 | 111-158 | −47 | 60 | 6  | -  | нису учествовали | 20 |
| 2009-2010 | 56 | 12 | 3  | 6   | 4   | 2  | 29 | 129-187 | −58 | 60 | 5  | 10 | нису учествовали | 21 |
| 2010-2011 | 54 | 13 | 1  | 1   | 3   | 3  | 32 | 112-173 | −61 | 50 | 5  | 11 | нису учествовали | 22 |
| 2011-2012 |    |    |    |     |     |    |    |         |     |    |    |    |                  |    |

Ут — Утакмица, БП — Број победа, ПП — Победе након продужетака, ПнП — Победа након пенала ИнП — Пораз након пенала, ИП — Пораз након продужетака, БИ — Број пораза, БГ — Постигнути и примљени погоци, ГР — Гол-разлика, ББ — Освојени бодови, ПД — Пласман у дивизији, ПК — Пласман у конференцији, Плеј оф — Резултат у плеј офу, ПШ — Укупан пласман у лиги

## Дворана
Мечеве на домаћем терену ХК Амур од сезоне 2003. игра у леденој дворани Платинум Арена капацитета 7.100 места за хокејашке утакмице. Од 2009. године у овој дворани своје мечеве игра и јуниорски екипа ХК Амурски тигрови.